# Peguerinos
Peguerinos település Spanyolországban, Ávila tartományban. Peguerinos Guadarrama, San Lorenzo de El Escorial, Santa María de la Alameda, Las Navas del Marqués és El Espinar községekkel határos. Lakosainak száma 294 fő (2024).

## Népesség
A település népessége az utóbbi években az alábbiak szerint változott:
| Lakosok száma | 304  | 328  | 318  | 342  | 306  | 330  | 308  | 272  | 273  | 294  |
|               | 2001 | 2004 | 2006 | 2009 | 2011 | 2014 | 2016 | 2019 | 2021 | 2024 |